# Australysmus biproctus
Australysmus biproctus is een insect uit de familie watergaasvliegen (Osmylidae), die tot de orde netvleugeligen (Neuroptera) behoort. 
Australysmus biproctus is voor het eerst wetenschappelijk beschreven door New in 1983. De soort komt voor in het zuidoosten van Australië.